# Уралсіб (будівля)
Уралсіб — адміністративна будівля в Уфі за адресою Революційна вулиця, будинок 41, побудована 1999 року; офіс фінансової корпорації «Уралсіб». Будова висотою 100,5 м залежно від критеріїв може класифікуватися і як висотна будівля, і як висотка. До 2018 року була найвищою будівлею і першою в Росії будівлею за межами МКАД, що умовно подолала позначку в 100 метрів.

## Опис

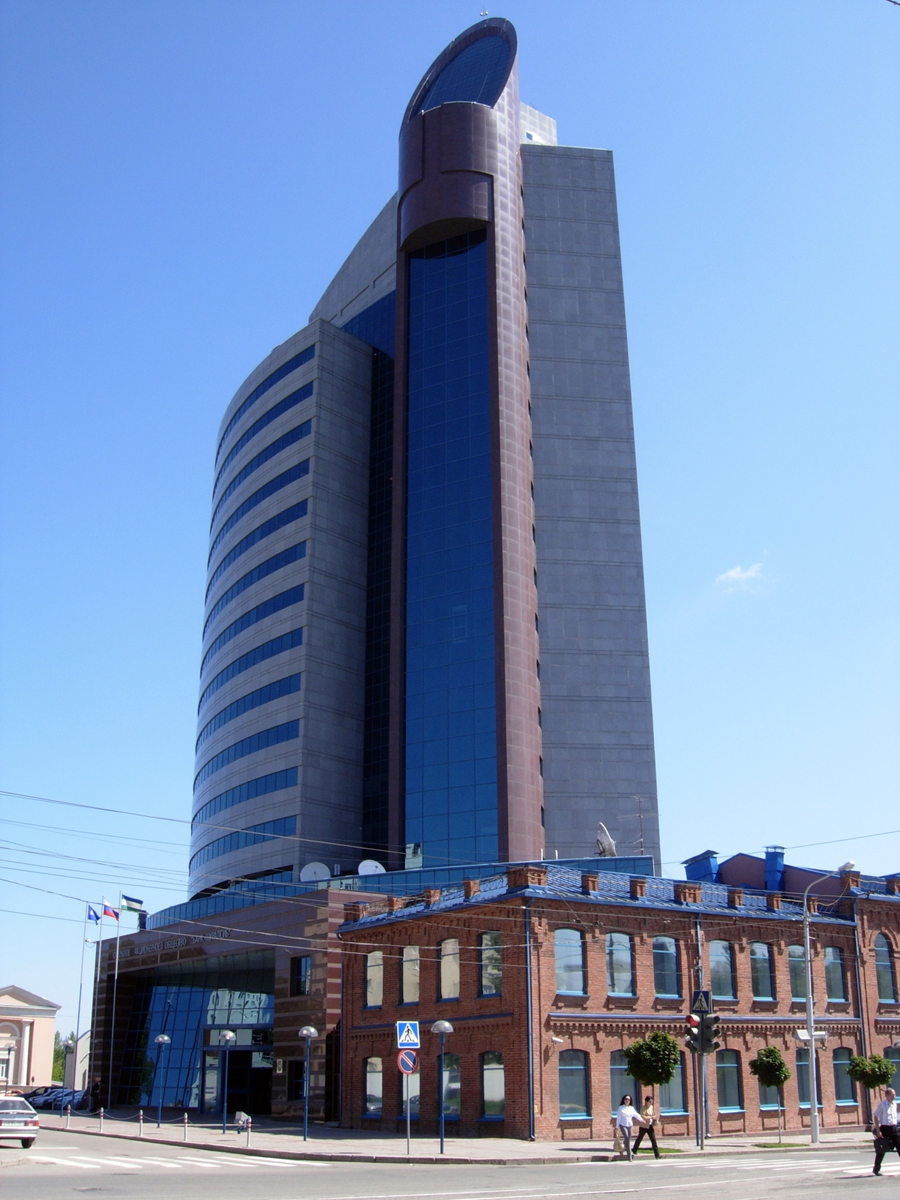
Висотка примикає до старовинної будівлі початку XX ст.

Висотка розташована в історичному центрі, де практично відсутня висотна забудова. Хоча через дорогу розташована перша в Уфі 9-поверхова житлова будівля, побудована 1962 року, зведення висотки досить сильно вплинуло на панораму міста — вежа стала домінантою на тлі малоповерхових будинків. Вона сама прибудована до старовинної двоповерхової червоноцегляної будівлі, де на початку XX століття розташовувалося Друге Маріїнське жіноче училище (не плутати з першим) — на збереженні якого наполягла адміністрація літа. Тим самим хмарочос являє собою зразок широко застосовуваного в Уфі фасадизму.
Будівля має обтічні форми, її фасад облицьований затемненим склом та будівельними панелями сірого та коричневого кольорів. Архітектори постаралися органічно вписати їх у навколишній простір. Кількість поверхів становить 26), один із яких є технічним. За первісним проєктом висота повинна була становити 96 метрів ; спеціально для подолання стометрового рубежу було додано додатковий «скат» на даху. При висоті 100,5 метра будівля була найвищою у Росії поза МКАД до 2003 року. Втратила статус найвищої будівлі Уфи після завершення будівництва «Ідель-тауер».

## Факти
- Через свою форму серед уфімців отримала прізвисько «мобільник» та «свічка».
- Спочатку написом у верхній частині будівлі слугувала назва «БашКредитБанку», але після його перейменування у 2002 році логотип і вивіска на фасаді змінилися на символіку Уралсіба.
- З будинком пов'язана традиція: Щороку напередодні Нового року на даху будинку встановлюють статую Діда Мороза.